# 1017 Jacqueline
1017 Jacqueline este un asteroid din centura principală, descoperit pe 4 februarie 1924, de Veniamin Jehovski.